# José Roby Amorim
José Roby Amorim  (Braga, 17 de Março de 1927 - 21 de Dezembro de 2013), foi um jornalista português.

## Biografia
Nasceu em 17 de Março de 1927, na cidade de Braga.
Exerceu como jornalista, tendo começado a sua carreira no Correio do Minho. Passou depois por Angola entre 1962 e 1964, onde trabalhou no jornal ABC, mas acabou por ser preso e depois expulso por motivos políticos. Também fez parte da equipa dos jornais Diário Ilustrado e O Século, tendo neste último sido chefe de reportagem e director. Também foi um dos responsáveis pela fundação da Agência Noticiosa Portuguesa. Foi duas vezes homenageado com o Prémio Pereira da Rosa, em 1971 e 1972, e em 1973 recebeu o Prémio Nacional de Jornalismo Afonso de Bragança.
Escreveu os livros Elucidário de Conhecimentos Quase Inúteis e Dar Mão à Boca. Uma Historia da Alimentação em Portugal.
Foi pai de Nuno Roby Amorim e de actriz Teresa Roby.
Faleceu em 21 de Dezembro de 2013, aos 86 anos de idade. Segundo Mário Zambujal, que foi chefe de redacção do jornal O Século, José Roby Amorim «foi um grande profissional de informação, um jornalista de grande competência», e um «jornalista de extrema diversidade de conhecimentos». O jornalista Rui Cabral recordou que «na equipa de reportagem de O Século ele era a figura mais importante», e que era um «grande contador de histórias», com uma grande capacidade para a «arte de escrever entre as linhas», que permitia fugir à censura da ditadura militar.